# Nomada calloxantha
Nomada calloxantha är en biart som beskrevs av Cockerell 1921. Nomada calloxantha ingår i släktet gökbin, och familjen långtungebin. Inga underarter finns listade i Catalogue of Life.